# Dalbergia baronii
Dalbergia baronii är en ärtväxtart som beskrevs av John Gilbert Baker. Dalbergia baronii ingår i släktet Dalbergia, och familjen ärtväxter. IUCN kategoriserar arten globalt som sårbar. Inga underarter finns listade i Catalogue of Life.